# Una Víbora en el Puño (película de 2004)
Una víbora en el puño es una película francesa, adaptada de la novela homónima publicada por Hervé Bazin en 1948 y dirigida por Philippe de Broca en 2004.

## Relato
Las vidas del joven Jean Rezeau y de su hermano Ferdinand cambian rápidamente tras la muerte de su abuela en 1922. 
Después de su deceso, los padres de Jean regresan de Indochina en donde vivían. Lo que debería haber sido una reunión calurosa pronto se convierte en una verdadera pesadilla. Poco tiempo después, debido a los malos tratos de su madre, los chicos le apodan «Folcoche» (asociación de «loca» y «cerda» en francés). 
La madre no vacila en castigarlos severamente a la menor oportunidad y jamás les expresa cariño. Jean, finalmente logra huir de sus garras y sólo la reencuentra en su lecho de muerte.

## Ficha técnica
- Título: Vipère al puño
- Realización: Philippe de Broca
- Guion y diálogos: Philippe de Broca y Olga Vincent, según la novela de Hervé Bazin
- Escenario: Christian Siret
- Vestuario: Sylvie de Segonzac
- Fotografía: Yves Lafaye
- Sonido: Jean-Jacques Ferrand
- Montaje: Anna Ruiz
- Música: Brian Lock
- Producción: Olga Vincent
- Productores delegados: Jean-Michel Rey, Philippe Liégeois
- Coproducción: Chris Curling, Phil Robertson
- Sociedad de producción: 
  - Rezo Producciones, Ramona Producciones, France 3 Cine
  - Zephyr Películas
- Sociedad de distribución: Rezo Producciones
- Países de origen:   Francia,   Reino Unido
- Lengua original: francés
- Formato: colores - 35 mm  - 2,35:1 (Cinémascope) - su Dolby Digital DTS
- Género: drama
- Duración: 96 minutos
- Fecha de estreno:
  - Francia: 6 de octubre de 2004.

## Elenco
- Catherine Frot como Folcoche.
- Jacques Villeret como Jacques Rézeau.
- Jules Sitruk: Jean «Brasse-Bouillon» Rézeau
- William Touil: Ferdinand «Freddie» Rézeau
- Pierre Stévenin: Marcel «Cropette» Rézeau

Otros personajes incluyen:
- Hannah Taylor-Gordon: Fine
- Richard Bremmer: Abate Traquet (V. F. : Michel Ruhl)

## Sobre la película
La novela de Hervé Bazin es considerada un clásico escolar y fue adaptada a la televisión por primera vez el 14 de septiembre de 1970, con Alice Sapritch en el rol de Folcoche. 

## Rodaje
La película se rodó en Mézières-sobre-Oise, San Quintín del Departamento de Aisne, París y Londres.